# Portafolio (periódico)
Portafolio es un periódico de negocios y finanzas de Colombia, fundado en el año 1993 por Mauricio Rodríguez Múnera quien fue su director por catorce años.
El diario es propiedad de El Tiempo Casa Editorial de propiedad del magnate Luis Carlos Sarmiento Angulo y su organización OLCSA. Es dirigido por el economista Francisco Miranda Hamburger. Su principal competidor es la Revista Dinero la cual hace parte de Publicaciones Semana del Grupo Gilinski.
La publicación entrega anualmente los Premios Portafolio como reconocimiento a las empresas y personas «que han superado las expectativas y promedios de sus propios sectores y entornos».